# Papier Xuan
Le papier xuan ou papier de Xuan (宣纸, xuānzhǐ) est un type de papier traditionnel originaire de Chine. Il tire son nom de la localité de la province de l’Anhui, la cité de Xuancheng 宣城 (et plus particulièrement de Jingxian 泾县 sous sa juridiction) où il est produit. C’est un produit d’indication géographique nationale (chinois)[réf. nécessaire]. Signalons aussi que la traduction du terme chinois 宣纸 xuanzhi « papier xuan » par « papier de riz » est incorrecte.
Il est fabriqué à partir de fibres d’écorce de Santal bleu (Pteroceltis tatarinowii, un arbre de la famille du chanvre, les Cannabaceae) et de paille de riz produits dans la région. Les fibres végétales sont exposées sur les flancs d’une colline, au soleil, au vent et à la pluie, pendant plusieurs mois. La procédure de fabrication, restée longtemps secrète, est très longue et complexe. Le papier xuan est d’un blanc pur et de texture fine et claire. Doux et résistant, il convient parfaitement à la calligraphie et à la peinture.
Des papiers furent fabriqués dans la région de Xuancheng sous la dynastie Tang (618-907), mais les premiers ateliers de papetiers qui ont été créés vers 1300 à Jingxian, seraient à l’origine du papier xuan de qualité qui devint célèbre sous les Ming (1368-1644) et qui a atteint son apogée sous les Qing (1644-1911). Son déclin a commencé avec le XXe siècle devant la concurrence des papiers industriels.
Son processus de fabrication est inscrit sur la liste représentative du patrimoine culturel immatériel de l'humanité par l’UNESCO depuis 2009. Longtemps, les techniques de production sont en partie restées secrètes, mais on sait toutefois qu’elles ont beaucoup évolué au cours des siècles.
Le Santal bleu sauvage n'est pas abattu mais on en prélève seulement les branches tout les trois ans ; son aire de répartition est étendue à tous le secteur du Huangshan. Si les papetiers de Jingxian ne souffrent pas d’une pénurie de matières premières (Santal bleu et paille de riz Shatian), on constate depuis les années 2020 que la main-d'oeuvre ne suscite pas les vocations. Le prix du papier xuan a considérablement augmenté. La production de papier xuan représente moins de 3 % de la production de papier pour calligraphie et peinture fait main.
Son avenir semble donc menacé. La survie de cet ancien papier pourrait résider dans sa patrimonialisation, afin d'attirer des foules de touristes consommateurs.

## Histoire
Le papier xuan est produit à Jingxian 泾县 dans la province de l’Anhui et des localités proches comme Chi 池, plus à l’ouest, ou She 歙, plus au sud,. L’expression de « papier xuan » (宣纸 xuanzhi) a été utilisée pour la première fois sous la dynastie Tang, dans l’ouvrage intitulé « Histoire des peintures célèbres » de Zhang Yanyuan. Le papier de Xuan, fabriqué dans le district de Xuancheng, était dès cette époque estimé car il était envoyé à la cour en tribu.
Pour Pan Jixing 潘吉星, l’introduction de la production du papier à Jingxian remonterait véritablement à la fin de la dynastie des Song du Sud (1127-1279) quand un certain Cao Dasan 曹大三 (1255-1342) quitta la ville de Xuan 宣城 pour fuir l’insécurité et alla s’installer dans les montagnes au Sud, à Xiaoling 小岭, pour reprendre une activité papetière. La production de papier se serait développée sur place, grâce aux activités menées essentiellement par les familles Cao et Zhai.
Les ateliers papetiers de Huizhou, Chizhou 池州 et Xuanzhou 宣州 sont alors progressivement transférées dans le xian de Jing 泾县, attirés par l’abondance des matières premières locales: le santal bleu Pteroceltis tatarinowii (qingtan) est une espèce endémique et le riz y est cultivé. À l'origine, la paille de riz est ajoutée en complément pour réduire les coûts des matières premières. D'autres matériaux comme le bambou ou le mûrier seront également utilisés durant les dynasties Song et Yuan (1280-1368).
Le papier de Jingxian devint célèbre et les auteurs des manuels du « Du bon goût » de la période Ming (1368-1644) en firent l’éloge.
Durant l’époque des Qing (1644-1911), la production de papier s’est considérablement développée, tout en proposant de nombreux types de papier différents. À la fin des Qing, la production du papier xuan a commencé à décliner et du papier xuan contrefaits est apparue sur le marché, fabriqué avec des fibres de bambou blanchies.
En 1951, le gouvernement du xian de Jing a pris l’initiative de créer la « Jing County Xuan Paper Joint Venture » avec quatre usines de production artisanale de papier xuan dont celle de Wuxi 乌溪. La marque « Étoile rouge » fut choisie.
Depuis lors, les papiers fabriqués à Jingxian et dans le Xuanzhou 宣州, ainsi que l’ancien papier Chenxintang 澄心堂 sont célébrés dans la littérature chinoise depuis un millénaire comme étant dans l’absolu de la meilleure qualité jamais produite. Et même, l'expression « papier xuan » est devenu un qualificatif qui a été appliqué à d’autres papiers, pourvus qu’ils soient de bonne qualité, même s’ils sont faits ailleurs avec d’autres techniques. Nous traiterons ici, du véritable papier xuan, fabriqué à la main dans la région de Jingxian (Anhui), suivant une recette définie par des normes officielles.

## Les procédés de fabrication élucidés
On n’a pas de description précise des procédés de fabrication du papier xuan avant la fin du XIXe siècle. Les artisans papetiers en général n’écrivaient pas et s’ils avaient pu le faire, ils n’auraient pas donné leurs secrets de fabrication. Ils transmettaient leur art dans la pratique à leurs descendants ou à des membres de leur famille élargie.
Les lettrés quant à eux, s’intéressent plutôt à une appréciation esthétique et qualitative de ce papier en tant qu’utilisateur. Les monographies locales de Jingxian et de la préfecture de Xuan ne sont que des énumérations de produits: dix papiers fait à base d’écorce, deux papiers de bambou et trois de paille mais ils ne disent rien sur les techniques de fabrication.

### La première enquête de terrain
Dans les années 1882-1886, un Japonais, Inoue Nobumasa 井上陈政 (1862-1900), réussit à s’emparer des secrets de fabrication du papier dans les campagnes de Jingxian. Il fut un des premiers auteurs à révéler que la spécificité du papier xuan résidait dans l’usage de « santal bleu » qingtan 青檀 mélangé dans un dosage aux proportions équilibrées, à la « paille de riz » daocao 稻草. Considérant que les Japonais avaient volé des secrets de fabrication, les Chinois interdirent les lieux de production aux étrangers jusqu’à une époque toute récente.
Cette enquête reproduite par copie manuscrite est restée assez confidentielle. Elle précède de presque une vingtaine d’années celles d’autres Japonais et d’un demi-siècle les travaux des Chinois, tel que Zhang Yonghui 张永惠 (1937). Ce dernier après avoir étudié en Allemagne, se rendit à Jingxian à la demande de l’Institut de recherche sur le papier chinois, pour enquêter sur la situation du papier xuan face à la concurrence dangereuse du papier occidental fabriqué mécaniquement en usine et vendu à des prix très inférieurs. Son rapport est riche d’informations sur les techniques de fabrication de l’époque.
Niché dans un défilé près de Jingxian, le village-usine de l’Etoile rouge rassemble non seulement douze cents opérateurs mais aussi leur famille, soit environ cinq mille personnes. Jusqu’au XXIe siècle, l’établissement était gardé par l’armée pour en protéger les secrets de fabrication, à la suite des tentatives d’espionnage par les papetiers japonais, d’ailleurs restées vaines : le santal bleu qui pullule dans les monts Huang n’a jamais pu s’acclimater au Japon. A la fin des années quatre-vingt, l’écrivain sinisant Lucien X. Polastron fut le premier Occidental à s’y introduire, par ruse, et il a pu observer en détail les divers processus. Ses révélations furent publiées dans ses ouvrages dès 1999 (voir bibliographie) et, appuyées par les données de plusieurs historiens chinois, dont Qian Cunxun aux États-Unis, elles sont aujourd’hui largement répandues.
En confrontant les informations de ces enquêtes, on constate une simplification des procédés techniques comme le travail de la pâte qui ne se fait plus qu’en trois cuissons au lieu de quatre.
Cependant, suivant le site de l’UNESCO, le papier xuan, inscrit en 2009 à la Liste représentative du patrimoine culturel immatériel de l’humanité, est fabriqué selon un « processus traditionnel  transmis oralement de génération en génération et toujours respecté de nos jours, [qui] est exclusivement manuel et comprend plus de cent étapes ».

### Une première monographie chinoise
En 1923, Hu Yunyu 胡韫玉 produisit la première monographie importante. Son Discours sur le papier (extrait de 樸學齋叢刊, Puxue zhai congkan) commence par une célébration en bonne et due forme comme il est d’usage dans la littérature
« Le district de Jing faisait partie autrefois du Xuanzhou, sa production de papier est la meilleure au monde et on l'appelle papier de Xuan. Récemment apprécié partout de l'intérieur du pays jusqu'aux mers orientales, il est considéré comme un produit de qualité pour la calligraphie et la peinture ».
Il donne aussi une procédure assez précise des étapes de production:
« Pour faire le papier, l’essentiel est dans la matière ; comme matière, on utilise l’écorce du mûrier à papier ou du santal (bleu) qui doivent avoir poussé sur des reliefs rocheux hérissés et penchés, afin qu’ils deviennent des matériaux de qualité. Au milieu de l’hiver, pendant le douzième mois, les hommes qui habitent ces lieux brisent les branches de ces arbres, les découpent et les font cuire à la vapeur. On détache ainsi l’écorce, on la fait blanchir avec l’eau des ruisseaux et de la chaux pendant plus de dix jours ou vingt jours, selon les cas. La substance de l’écorce se dissout et ce qu’on en retire est pilé. Les pilons sont activés à l’eau, ils fonctionnent ainsi et les hommes contrôlent à côté. Dès que (les fibres) de défont, de nouveau on blanchit la pâte et on pile, en tout trois, quatre fois ; on élimine les impuretés et on conserve cette substance fluide. On prend du jus d’Actinidia chinensis (lianes de kiwi) que l’on a fait infuser, on l’introduit dans la cuve et on mélange d’une façon uniforme. Utilisant un treillis de bambou fin porté par deux hommes, on retire (de la pâte) une, deux ou trois fois, pour obtenir autant d’épaisseurs. Une grosse quantité (de feuilles) est entassée et pressée. Quand toute l’eau est évacuée, on pose (les feuilles) sur un objet façonné d’argile avec du feu (à l’intérieur), les feuilles sont pressées et, une fois retirées, on les exposent dans un lieu au soleil et au vent, et ainsi le papier est fait. (Discours sur le papier, traduction de M. Bussotti).
 »
Ce procédé technique est semblable au procédé de fabrication du « Papier d'écorce de mûrier ». Il se distingue du papier xuan contemporain par plusieurs caractéristiques importantes : il n’utilise pas de paille de riz et peut utiliser uniquement de l’écorce de mûrier à papier. En ce qui concerne la méthode de blanchiment des fibres, on observe une autre différence majeure avec la pratique contemporaine: au lieu d’être exposées au soleil et au vent durant plusieurs mois, elles sont plongées dans l’eau des ruisseaux avec de la chaux. L’utilisation d’extrait de lianes de kiwi s’explique par leur viscosité qui augmente la cohésion des fibres végétales entre elles.
On a ici affaire à une fabrication « moderne » mais le papier xuan de l’époque Tang (618-907) était encore différent. Jean-Pierre Drège distingue donc le papier xuan ancien et le papier xuan moderne. L’évolution des procédés de fabrication s’est fait en deux étapes : 1) l’apport de l’écorce de santal bleu s’est fait sous les Ming (1368-1644) ; à cette époque le papier xuan était même composé uniquement de fibres de santal bleu et 2) le mélange réussi des matières premières sous les Qing (1644-1911).

## Caractéristiques du papier xuan moderne
Le papier xuan moderne est uniquement fabriqué d’un mélange en proportions variables de fibres de santal bleu et de fibres de paille Shatian (沙田稻草 Shātián dàocǎo). L’association de fibres de santal bleu, qui sont plutôt longues (800 μm x 4 mm) et de fibres de paille de riz, qui sont plutôt courtes (env. 2 mm), a pour résultat de rendre ce papier souple et absorbant.
En raison de son label d’indication géographique nationale, le papier xuan doit utiliser pour sa fabrication du santal bleu et de la paille de riz provenant du xian de Jing et de ses environs, et de l’eau de source des montagnes locales. Les matières premières doivent être blanchies naturellement par la lumière solaire et la pluie, ce qui mène à une durée de trois ans pour produire une feuille à partir des matières premières.
Le papier xuan est robuste, absorbant et très lisse, c’est un support particulièrement apprécié pour la peinture et la calligraphie traditionnelles.

### Classification
Les mélanges en proportions variables des deux types de fibres qui le composent permettent d’obtenir trois types de papier:
| Types de papier xuan,                        |                          |                                                               |
| Nom du papier                                | Proportion écorce/paille | Usage                                                         |
| Pure écorce spéciale tezhong jingpi 特种浄皮 | 70/30                    | Paysages à l’encre éclaboussée 泼墨山水 Pōmò shānshuǐ         |
| Écorce pure jingpi 浄皮                      | 60/40                    | Calligraphie Peinture de fleurs et oiseaux 花鸟画 Huāniǎo huà |
| Paille majoritaire mianliao 棉料             | 40/60                    | Calligraphie 书法 Shūfǎ                                       |

Les tailles des feuilles qui sont principalement utilisées en montage et en restauration sont les suivantes : 4 chi (69 × 138 cm), 5 chi (84 × 153 cm), et 6 chi (97 × 180 cm).

### Papier «cru» et papier «cuit»
Lorsque le papier xuan sort de la fabrique il est dit « cru » shengzhi 生纸. S’il est ensuite apprêté par l’application d’un mélange d’alun et de colle de peau, on dit alors qu’il est « cuit » shuzhi 熟纸. Cet apprêt a pour but de réduire la porosité de la surface.
Le papier cru est souple et absorbant, le papier cuit est plus raide et moins absorbant.
Le papier cru est fréquemment utilisé en tant que support pictural ou calligraphique ainsi que pour le montage et la restauration des œuvres parce que sa grande capacité d’absorption (de la colle d’amidon notamment) permet des montages de qualité.

### La crise économique
Dans les années 2020, le xian de Jing compte 16 entreprises de production de papier xuan, agrées par les départements d’État concernés. Mais en raison de la pénurie des matières premières (bois de santal et paille de Shatian) dans la région, la production de 2020 de papier xuan n’est que d’environ 800 tonnes dont 75 % proviennent de l’entreprise Étoile rouge (红星牌 Hongxingpai).
Parmi les papiers fait main, le papier xuan est difficile à distinguer du papier pour calligraphie et peinture (书画纸 Shūhuà zhǐ), même pour un professionnel. De plus, il subit de nombreuses contrefaçons. La production nationale de papier pour calligraphie et peinture fait main est d'environ 30 000 tonnes, dont environ 10 000 tonnes produits dans le xian de Jing. Ces dernières années, le papier pour calligraphie et peinture industriel est apparu dans le Zhejiang, le Sichuan, l'Anhui et d'autres endroits, produisant des centaines de milliers de tonnes.
| Production de papier pour calligraphie et peinture fait main |                                |                      |
| Papier call. & peint. national                               | Papier call. & peint. Jingxian | Papier xuan Jingxian |
| 30 000 t                                                     | 10 000 t                       | 800 t                |

Quelle que soit la qualité de ces données, elles nous donnent un ordre de grandeur: la production du véritable papier xuan représente probablement moins de 3 % de la production de papier pour calligraphie et peinture fait main et une part infinitésimale de ce papier pour calligraphes et peintres fait mécaniquement par l’industrie.
Son avenir semble donc menacé, comme le reconnait le site officiel sur les « Arts traditionnels » qui a inscrit le papier xuan en 2006 sur sa liste. Après une présentation sobre du papier, il conclut sur des perspectives très sombres – langage de vérité très inhabituel en Chine. Il indique que la production de matières premières connait une grave crise économique. Les récoltes d’écorce de bois de santal et des longues pailles de riz sont mauvaises. Les papetiers qui doivent acheter l’écorce de santal bleu de plus en plus chère, sont obligés de vendre plus cher leur véritable papier xuan alors que le faux papier xuan inonde le marché à des prix très bas. La mise sur le marché de contrefaçons et de papiers de mauvaise qualité ont nui gravement à la réputation du papier xuan. Le marché est presque chaotique. La survie des techniques de fabrication du papier xuan est un sujet d’inquiétude. De plus les ouvriers se plaignent de devoir travailler dans l’eau froide des rivières en l’hiver et en été de devoir opérer dans une pièce à une température de 40 °C pour appliquer les feuilles fraichement produites sur un mur chauffé à 70–80 °C. Si bien qu’il est difficile de recruter des jeunes pour se lancer dans cette production traditionnelle.
La forte demande culturelle de papier xuan a fait considérablement monter les prix. En outre, de nombreux calligraphes et peintres ont pour passe-temps de collectionner le papier xuan. Et certains ne se privent pas aussi de revendre leurs anciens stocks beaucoup plus chers.

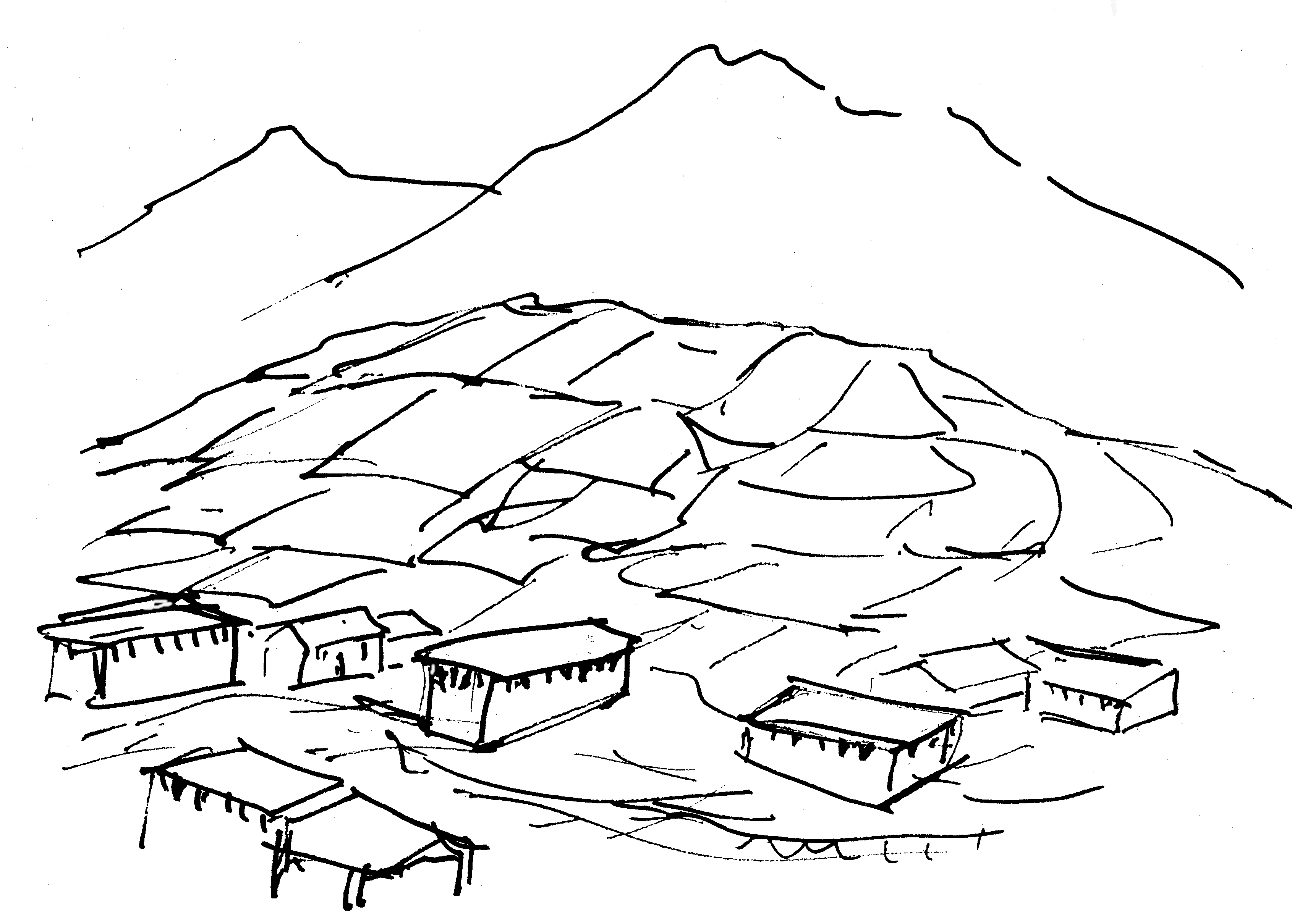
Usine de papier xuan de Wuxi, surplombée par la colline qui reçoit les fibres pour être exposées au soleil et aux intempéries

Pour répondre à la production de masse de l’industrie du papier conventionnel, les papetiers de Jingxian essayèrent eux aussi d’améliorer les rendements de la production fait main, en concentrant la production et en rationalisant la chaine de production.
Une grosse entreprise, la China Xuan Paper Company 中国 宣纸 公司 située dans le xian de Jing qui produit sous la marque Hongxin 红星牌  « Étoile rouge » fait travailler en équipes près de 1 200 employés et s’étale sur 1,5 kilomètre carré[réf. nécessaire]. L’usine de papier xuan n°2 de Jingxian a promulgué officiellement la norme professionnelle pour le papier xuan en 1988, sous le numéro de norme ZBY32013-88. Depuis cette norme a été plusieurs fois ajustée. L’usine de Wuxi, utilise les techniques industrielles de production de masse, pour produire suivant des normes artisanales, à la main, du papier xuan. Ainsi, la colline qui surplombe l’usine a été entièrement pavée pour permettent de faire sécher les fibres au soleil. Les ouvriers doivent monter à la palanche de lourdes charges d’écorces de santal ou de paille de riz, pour les étaler sur les flancs pavés de la colline.
Actuellement, on assiste à un phénomène de « patrimonialisation » du papier xuan, selon le terme Michela Bussotti. Le « Parc culturel du papier xuan » comporte sur une superficie de 40 000 mètres carrés, un Musée chinois du papier xuan, un ancien atelier de papetier Xuan, une salle d’Exposition de papier xuan et bien d’autres événements culturels capables d’attirer les touristes, en donnant des explications générales sur les processus de fabrication[réf. nécessaire]. La région de Jingxian longtemps interdite aux touristes, fait tout maintenant pour les attirer. Les revenus du tourisme devraient compenser la crise de production du papier xuan.

## Procédés de fabrication contemporains
En raison des normes de production « artisanales », le papier se fabrique dans un cycle de trois ans.

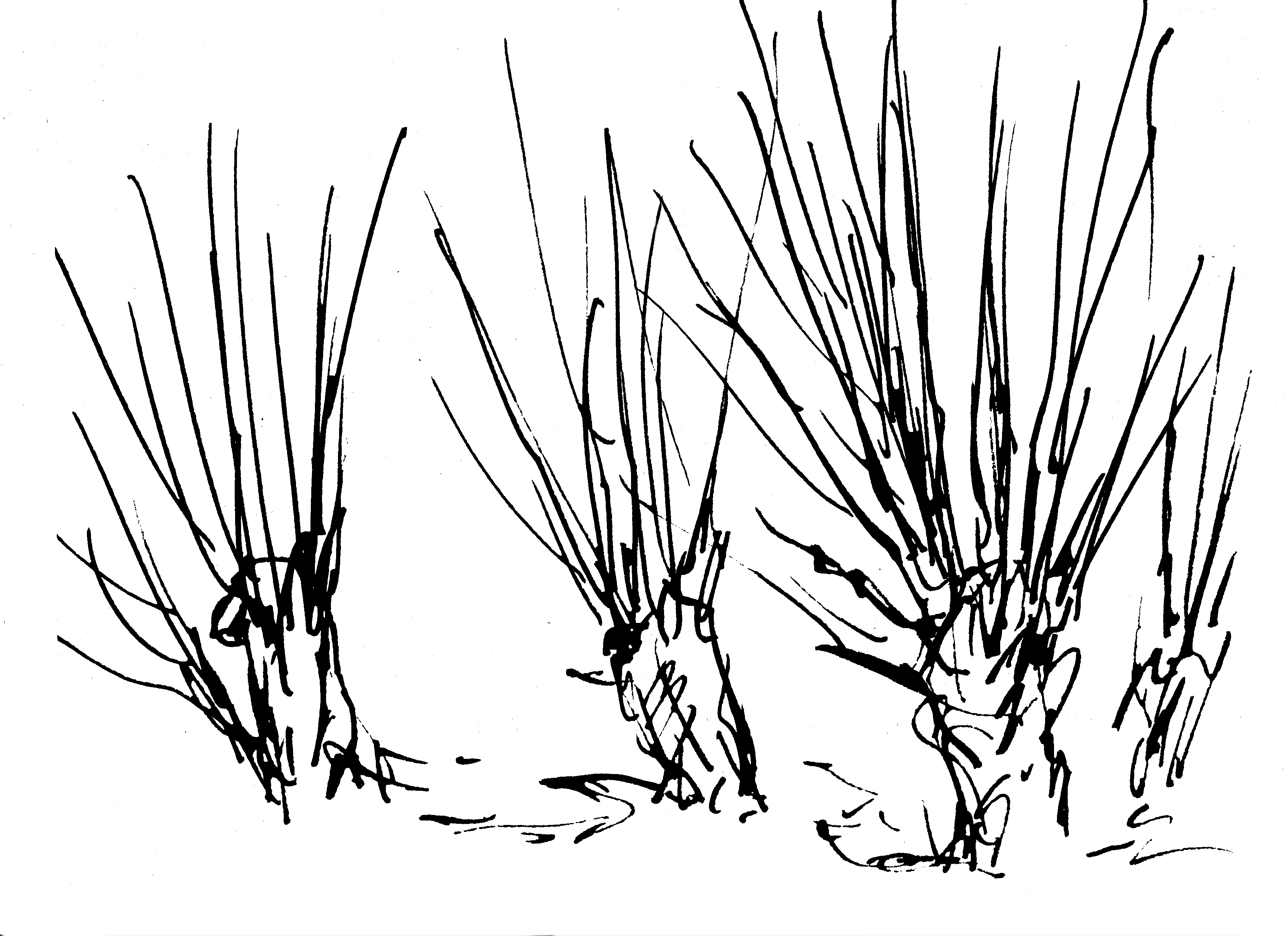
(1.1) Le santal bleu en culture est taillé en têtard. Les grandes tiges qui repoussent sont coupées tous les deux ans

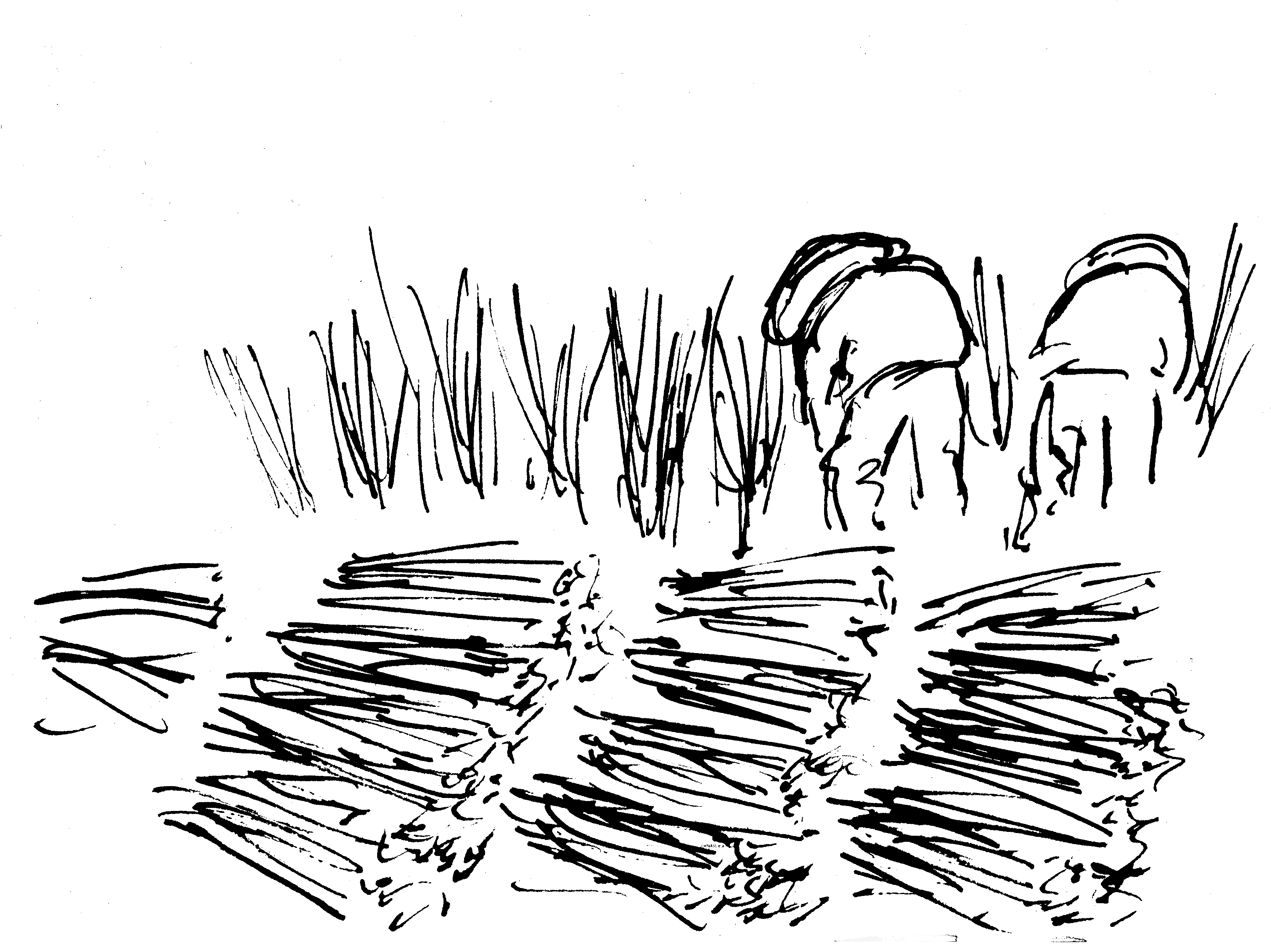
(2.1) Après avoir coupé le riz, les graines sont enlevées et la paille est dressée en gerbes dans le champ, pour faciliter le séchage

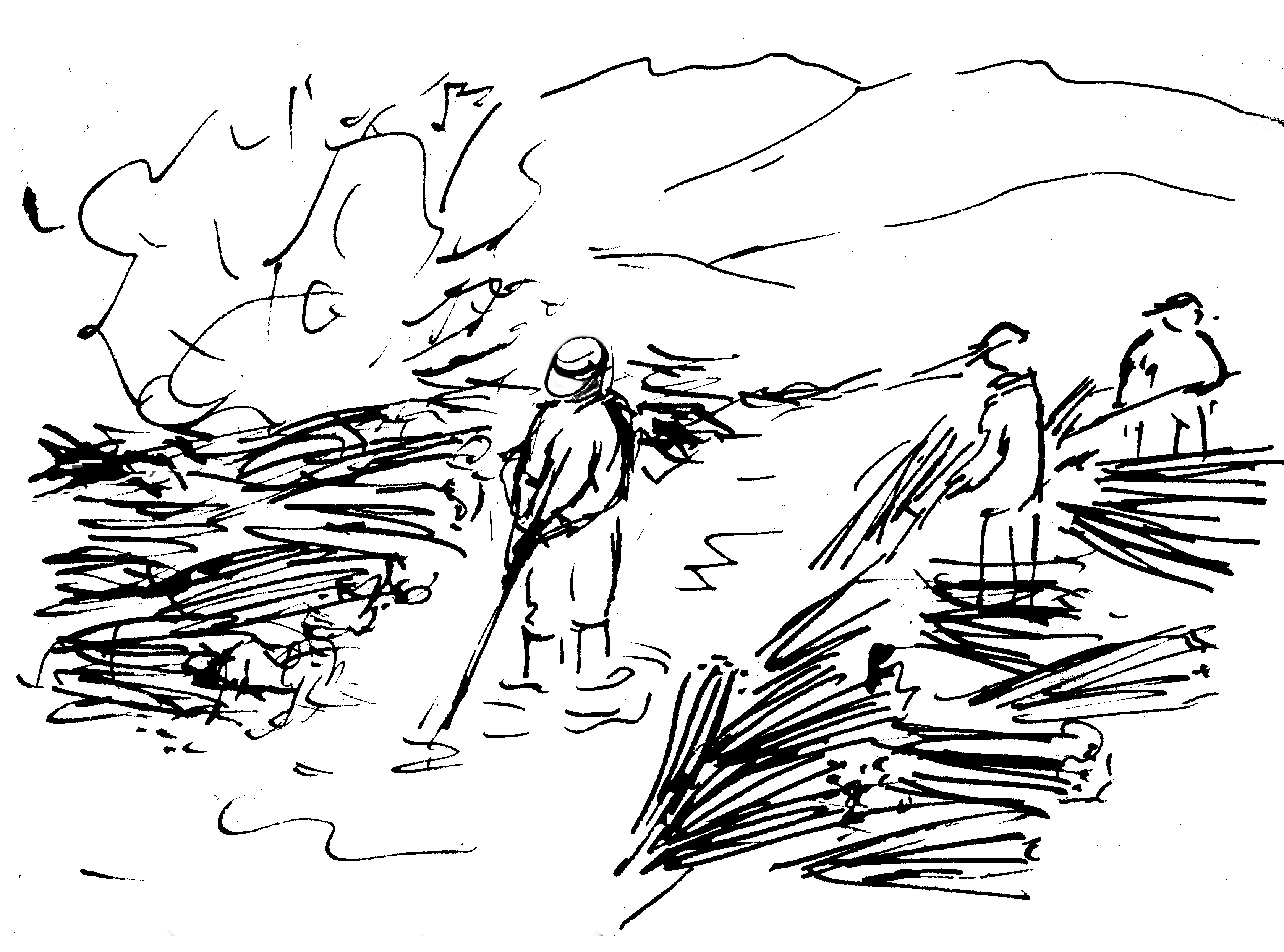
(2.2) La paille de riz est mise à rouir dans la rivière

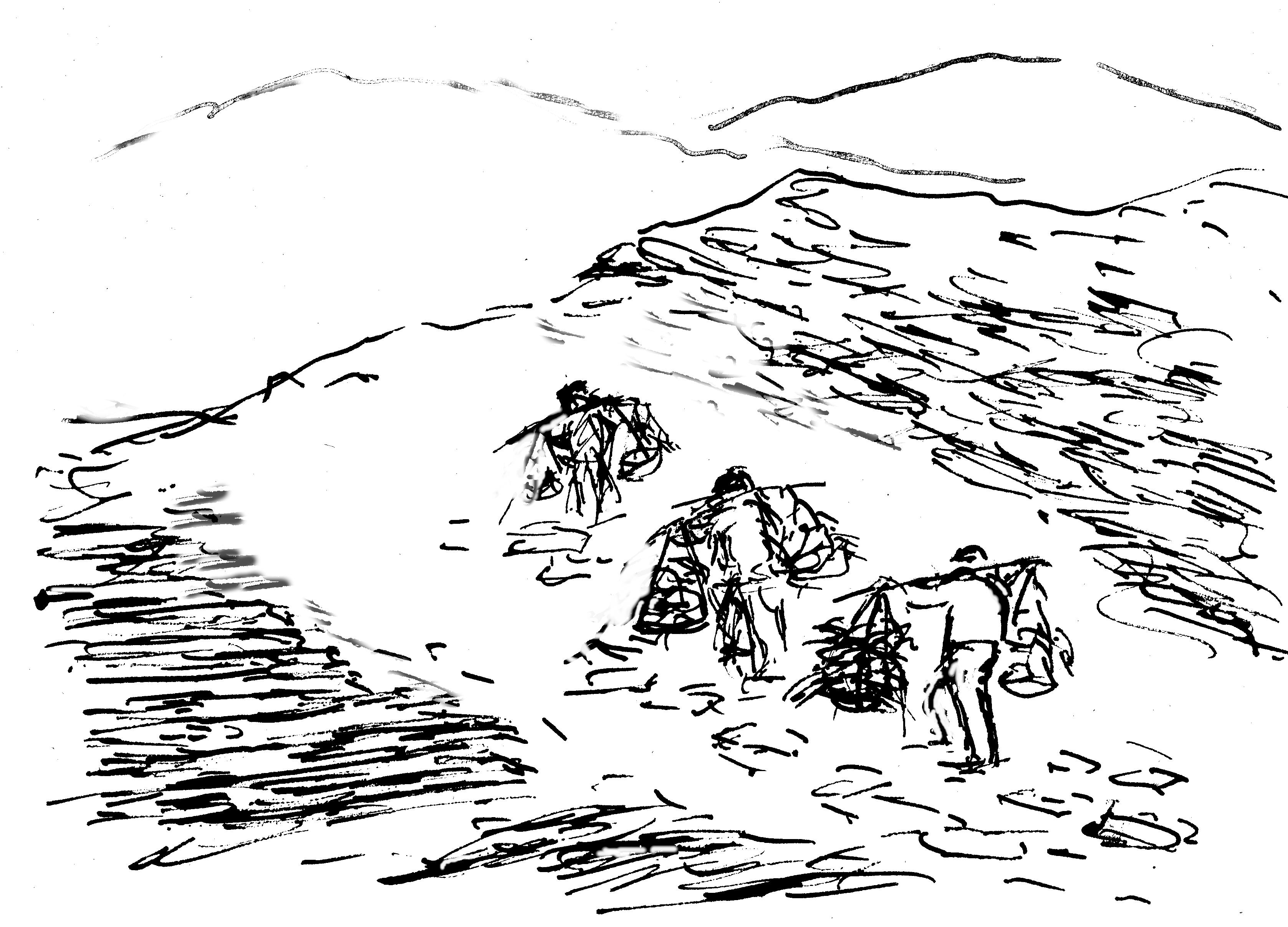
(2.4) Les fibres sont montées à la palanche sur le flanc de la colline, pour être étalées au soleil et à la pluie

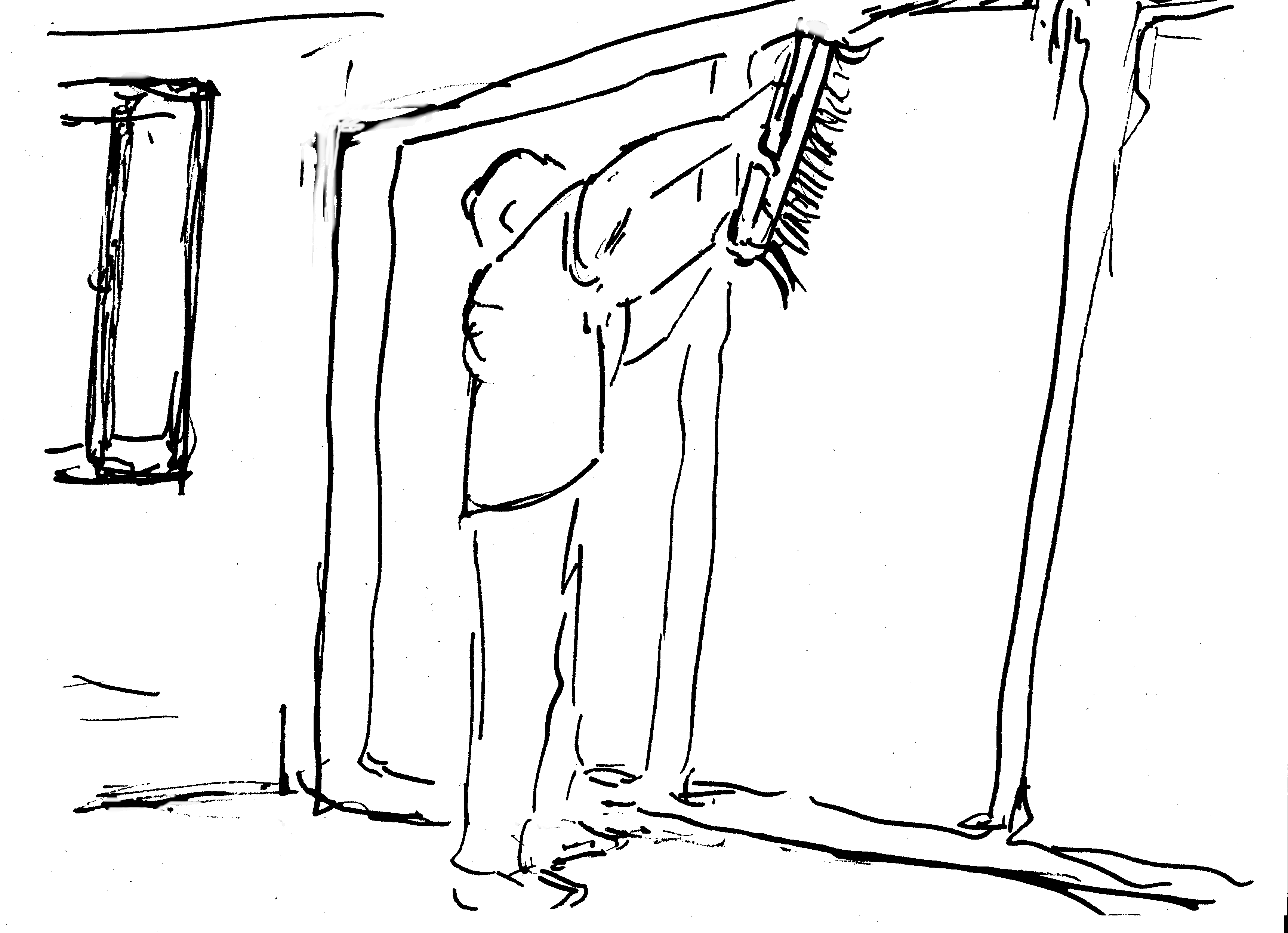
(7.) Les feuilles encore humides sont étalées avec une brosse sur un mur chauffé à 70-80 °C

Voici quelques étapes essentielles (selon Khartasia et diverses vidéos,):
- (1) Préparation des fibres de Santal bleu, Pteroceltis tatarinowii

1.1 les plantations de santal bleu sont taillées régulièrement en têtard. Les rejets poussent vigoureusement et sont récoltés tous les deux ans. La récolte a lieu à l’automne ou au début de l’hiver.
1.2 les tiges sont attachées en fagots et passées à l’étuve pendant plusieurs heures
1.3 l’écorce est pelée
1.4 les rubans d’écorce sont ensuite rouies pendant plusieurs mois afin que la couche externe de l’écorce puisse être éliminée facilement
1.5 les restes noirs des rubans d’écorce sont grattés et éliminés ; les restes blanchâtres sont des fibres de phloème
1.6 ces fibres sont cuites dans une solution faiblement alcaline (faite de cendres de bois ou de carbonate de sodium)
1.7 elles sont ensuite exposées au soleil pour être blanchies
1.8 elles sont de nouveau cuites et de nouveau blanchies. Les écorces sont placées à flanc de montagne, sur des rochers ou sur les bords des rivières, durant plusieurs mois
1.9 les paquets de fibres doivent être retournées
- (2) Préparation des fibres de paille de riz, Oryza sativa. Le riz Shatian est cultivé sur un sol sablonneux d’alluvions

2.1 couper le riz mûr, séparer les grains de riz de la paille, faire des gerbes de pailles que l'on dresse dans le champ pour le séchage, puis battre la paille
2.2 tremper la paille dans la rivière
2.3 cuire la paille de riz
2.4 monter à la palanches la paille de riz et l'étaler à flanc de montagne, sur des pierres plates, pour subir les intempéries, le soleil brûlant et le vent pendant plusieurs mois. Elle doit être retournée pour empêcher le pourrissement
2.5 couper la paille puis la battre pour obtenir une pâte
- (3) La pâte de paille préalablement préparée est ajoutée aux fibres d’écorce et le tout est battu dans une pile hollandaise, ou autrefois dans un pilon hydraulique.
- (4) La pâte à papier est dispersée dans une cuve d’eau avec un produit dispersant comme un jus de liane de kiwi
- (5) Les feuilles étant de grand format (70 cm x 140 cm), elles sont fabriquées par deux ouvriers (ou beaucoup plus pour les très grands formats)
- (6) La pile de feuilles est pressée en fin de journée
- (7) Les feuilles sont ensuite séchées sur un mur chauffé à 70–80 °C

Pour plus de détails et des illustrations sur la manière de prélever un film fin de pâte à papier dans la cuve (étape 5), avec un tamis dans une forme vergée, voir par exemple Papier washi. À l’exception de la grande marque « Étoile rouge », la plupart des petits ateliers de papetiers se fournissent en pâte à papier toute prête.
Actuellement, les matières premières sont insuffisantes. Depuis les années 1990, le riz Shatian (沙田稻 shatian dao) n’est pas assez cultivé et il est difficile de trouver des jeunes pour remplacer la main d’œuvre vieillissante.

## Papier multifibre
Le papier xuan fait partie de la classe des papiers multifibres (混料纸 Hùnliào zhǐ), que Yi Xiaohui définit comme un papier fabriqué en mélangeant plusieurs types de matières premières fibreuses. Chaque fibre peut avoir des points forts compensant des points faibles de l'autre. Ainsi, les fibres d'écorce de mûrier à papier, qui sont principalement constituées de fibres longues, lorsqu’elles sont complétées par des fibres courtes de bambou et/ou de paille, permettent d'obtenir une texture de papier plus homogène.
Le papier xuan en combinant lui aussi les fibres longues de l’écorce santal bleu et les fibres courtes de la paille de riz permet d’obtenir plusieurs types de papier suivant le pourcentage relatif des deux composants.
Comparé aux autres papiers pour calligraphie et peinture, le papier xuan possède un meilleur mouillage de l’encre et d’absorption de l’eau. Les plissements longitudinaux des fibres de santal bleu bloquent les particules de suie de l’encre alors que l’eau et une petite quantité de particules de suie continuent à se diffuser d’où l’effet magique de « l’eau quitte l’encre » (水走墨留 Shuǐ zǒu mò liú, « l'eau part, l'encre reste »).